# 波缘石鳖
波缘石鳖（学名：Craspedochiton laqueatus），是毛肤石鳖科波缘石鳖属的一种。

## 分佈
主要分佈於中国大陆，常栖息在潮间带至水深4米。；亦曾見於香港吐露港口及越南芽莊、澳洲、印度尼西亚附近、紅海淺海。